# Cantone di Mâcon-Nord
Il Cantone di Mâcon-Nord era una divisione amministrativa dell'arrondissement di Mâcon.
È stato soppresso a seguito della riforma complessiva dei cantoni del 2014, che è entrata in vigore con le elezioni dipartimentali del 2015.
Comprendeva parte della città di Mâcon e i comuni di:
- Berzé-la-Ville
- Charbonnières
- Chevagny-les-Chevrières
- Hurigny
- Igé
- Laizé
- Milly-Lamartine
- La Roche-Vineuse
- Saint-Martin-Belle-Roche
- Sancé
- Senozan
- Sologny
- Verzé